# 480-talet

## Händelser
- 486 – Slaget vid Soissons.
- 28 augusti 489 – Slaget vid Isonzo.
- 27 september 489 – Slaget vid Verona.

## Födda
- 480 - Anicius Manlius Severinus Boethius, filosof.
- 480 - Damaskius, neoplatonistisk filosof.
- 480 - Gelimer, den siste kungen över vandalerna.

## Avlidna
- 480 - Julius Nepos, den siste legitime västromerske kejsaren.
- 485 17 april - Proklos, neoplatonistisk filosof.